# Niklas Hans Thomson
Niklas Hans Thomson, född 8 november 1793 i Malmö, död 18 mars 1874, var en svensk bokhandlare, bibliotekarie, förläggare, författare och översättare. Han var son till handelsmannen Hans Thomas Niklasson och dennes hustru Anna Margaretha Thomson.
Thomson började som lånbibliotekarie, fick 1823 tillstånd att etablera bokhandel i Malmö och 1827 startade han också ett tryckeri, där han tryckte sin veckotidning Allehanda (Malmö Allehanda). 1831 flyttade han till Stockholm; också där startade han ett tryckeri som följdes av förlagsverksamhet. 1835 började han utge Kabinetsbibliotheket af den nyaste litteraturen som med sin fortsättning Nytt Kabinetsbibliothek (1845–1846) blev hans mest framgångsrika förlagsprodukt. I de båda serierna utkom sammanlagt 119 titlar, varav trefjärdedelar var översättningar. Översättare angavs aldrig och bara för runt hälften av titlarna har de kunnat fastställas. Många översättningar - från tyska och danska och (i mindre utsträckning) franska och engelska - stod han själv för. Han var också författare till ett antal skrifter (utgivna utan författaruppgift). 1850 upphörde han med sin förlagsverksamhet och återvände till Malmö, där han åter verkade som lånbibliotekarie.

## Böcker
- Svensken i Italien: eller Torturens avskaffande i Toscana: novell (1833)
- Konskriptionen eller Ludvig och Marie: en berättelse från södra delen af Sverige (1834)
- Sjömanshustrun sann händelse (af F.L.R.) (Bonnier, 1837)
- Axel Rehnkrona: berättelse (af F-L—R) (Bonnier, 1839)

## Översättningar (urval)
- Lafontaine: Makaria eller Herakliderna (Malmö: tryckt hos N.H. Thomson, 1827)
- Gengångaren eller kongl. sekreteraren in duplo: modern novell af honom sjelf (fri bearbetning från ett tyskt original) (Thomson, 1832)
- Eugène Sue: Salamandern: en sjö-roman (Thomson, 1834)
- Bernhard Severin Ingemann: Konung Erik och de fredlöse: historisk roman (Thompson, 1834)
- C. H. L. Bardeleben: Cäsar Caffarelli grefve af Casara: den djerfve röfvarehertigen (Thomson, 1844)
- Franz Hoffmann: Lyckan står den djerfve bi: en berättelse för ungdom (Das wahre Glück) (Thomson, 1853)